# Арапаго (Оклахома)
Арапаго (англ. Arapaho) — місто (англ. town) в США, в окрузі Кастер штату Оклахома. Населення — 668 осіб (2020).

## Географія
Арапаго розташоване за координатами 35°34′40″ пн. ш. 98°57′34″ зх. д. / 35.57778° пн. ш. 98.95944° зх. д. (35.577863, -98.959357).  За даними Бюро перепису населення США в 2010 році місто мало площу 1,81 км², уся площа — суходіл.

### Клімат
| Клімат : Арапаго         | Клімат : Арапаго | Клімат : Арапаго | Клімат : Арапаго | Клімат : Арапаго | Клімат : Арапаго | Клімат : Арапаго | Клімат : Арапаго | Клімат : Арапаго | Клімат : Арапаго | Клімат : Арапаго | Клімат : Арапаго | Клімат : Арапаго | Клімат : Арапаго |
| Показник                 | Січ.             | Лют.             | Бер.             | Квіт.            | Трав.            | Черв.            | Лип.             | Серп.            | Вер.             | Жовт.            | Лист.            | Груд.            | Рік              |
| Середній максимум, °C    | 9,5              | 12,4             | 18,1             | 23,7             | 28,0             | 32,8             | 36,2             | 35,4             | 30,3             | 24,3             | 16,5             | 10,7             | 23,2             |
| Середній мінімум, °C     | −4,4             | −1,9             | 2,8              | 8,5              | 13,7             | 18,7             | 21,3             | 20,6             | 16,2             | 9,6              | 2,9              | −2,6             | 8,8              |
| Норма опадів, мм         | 23               | 30               | 51               | 58               | 124              | 107              | 53               | 81               | 94               | 71               | 46               | 25               | 767              |
| ------------------------ | ---------------- | ---------------- | ---------------- | ---------------- | ---------------- | ---------------- | ---------------- | ---------------- | ---------------- | ---------------- | ---------------- | ---------------- | ---------------- |
| Джерело: Weatherbase.com |                  |                  |                  |                  |                  |                  |                  |                  |                  |                  |                  |                  |                  |

## Демографія
Згідно з переписом 2010 року, у місті мешкало 796 осіб у 262 домогосподарствах у складі 187 родин. Густота населення становила 440 осіб/км².  Було 289 помешкань (160/км²).
Расовий склад населення:
| - 81,7 % — білих - 9,0 % — корінних американців - 2,3 % — чорних або афроамериканців - 0,4 % — азіатів - 2,6 % — осіб інших рас |

До двох чи більше рас належало 4,0 %. Частка іспаномовних становила 9,8 % від усіх жителів.
За віковим діапазоном населення розподілялося таким чином: 23,1 % — особи молодші 18 років, 64,6 % — особи у віці 18—64 років, 12,3 % — особи у віці 65 років та старші. Медіана віку мешканця становила 35,5 року. На 100 осіб жіночої статі у місті припадало 119,9 чоловіків;  на 100 жінок у віці від 18 років та старших — 123,4 чоловіків також старших 18 років.
Середній дохід на одне домашнє господарство  становив 66 802 долари США (медіана — 48 889), а середній дохід на одну сім'ю — 66 016 доларів (медіана — 49 167). За межею бідності перебувало 16,4 % осіб, у тому числі 15,9 % дітей у віці до 18 років та 9,5 % осіб у віці 65 років та старших.
Цивільне працевлаштоване населення становило 211 осіб. Основні галузі зайнятості: сільське господарство, лісництво, риболовля — 26,1 %, роздрібна торгівля — 21,3 %, будівництво — 11,4 %, мистецтво, розваги та відпочинок — 8,1 %.